# Biniće
Biniće (cyr. Биниће) – wieś w Serbii, w okręgu raskim, w gminie Raška. W 2011 roku liczyła 113 mieszkańców.